# D’eux
D’eux – francuskojęzyczny studyjny album Céline Dion, wydany 27 marca 1995 roku. 16 maja 1995 roku został wydany w Stanach Zjednoczonych jako The French Album.
Krążek jest najlepiej sprzedającym się francuskojęzycznym albumem wszech czasów. Jest najlepiej sprzedającym się francuskim wydawnictwem praktycznie w każdym kraju w którym został wydany. Jest także najlepiej sprzedającą się płytą w historii we Francji oraz w kanadyjskiej prowincji Quebec. We Francji krążek spędził konsekwentnie 44 tygodnie na szczycie listy albumowej, sprzedając się w ponad 4,5 mln egzemplarzy. Został zdetronizowany dopiero przez anglojęzyczny Falling into You. W walońskiej części Belgii płyta spędziła na pierwszym miejscu listy albumowej aż 37 tygodni. W Wielkiej Brytanii album był pierwszym francuskim albumem który znalazł się w Top 10 najlepszych albumów i uzyskał certyfikat złotej płyty.
Z albumu pochodzi do tej pory najczęściej puszczana przez stacje radiowe francuskojęzyczna kompozycja „Pour que tu m’aimes encore”, która zdobyła wiele nagród m.in. Juno Awards, Félix Awards, Victoires de la Musique. Piosenka spędziła 12 tygodni na szczycie najlepszych singli we Francji, sprzedając się tam w liczbie 1 mln egzemplarzy, oraz 15 tygodni na 1. miejscu w walońskiej części Belgii. Utwór jako pierwszy francuski w historii trafił do Top 10 najlepszych singli w Wielkiej Brytanii i Irlandii. Z albumu pochodzi także singel „Je sais pas”, który w samej Francji sprzedał się w liczbie ponad pół miliona kopii, przez 7 tygodni okupując tam szczyt listy singlowej. Z płyty wydano także single radiowe – „Le ballet” (we Francji), oraz „Destin” i „J’irai ou tu iras” (w Kanadzie).
Trzy z kompozycje zawarte na albumie – „Pour que tu m’aimes encore”, „Je sais pas”, „Vole” – zostały nagrane w wersjach anglojęzycznych i umieszczone na kolejnej anglojęzycznej płycie Dion Falling into You. Wiele piosenek znajdujących się na D’eux znalazło się także na koncertowych wydawnictwach Live à Paris i Au cœur du stade, oraz na wydanej w 2005 roku kompilacji On ne change pas. Z albumu Live à Paris będącego zapisem koncertu który miał miejsce w Paryżu w ramach trasy D’eux Tour wydano radiowy singel „Les derniers seront les premiers” (live) oraz dwa komercyjne „J’attendais” (live) oraz „Je sais pas” (live).

## Lista utworów
| #   | Tytuł                                                                       | Autorzy                 | Czas trwania |
| --- | --------------------------------------------------------------------------- | ----------------------- | ------------ |
| 1.  | „Pour que tu m’aimes encore” („For You To Still Love Me”)                   | J.J. Goldman            | 4:14         |
| 2.  | „Le ballet” („The Ballet”)                                                  | J.J. Goldman            | 4:25         |
| 3.  | „Regarde-moi” („Look At Me”)                                                | J.J. Goldman            | 3:56         |
| 4.  | „Je sais pas” („I Don’t Know”)                                              | J.J. Goldman, J. Kapler | 4:33         |
| 5.  | „La mémoire d’Abraham” („The Memory of Abraham”)                            | J.J. Goldman            | 3:49         |
| 6.  | „Cherche encore” („Search Again”)                                           | E. Benzi                | 3:24         |
| 7.  | „Destin” („Destiny”)                                                        | J.J. Goldman            | 4:15         |
| 8.  | „Les derniers seront les premiers” („The Last Ones Will Be the First Ones”) | J.J. Goldman            | 3:32         |
| 9.  | „J’irai où tu iras” (oraz Jean-Jacques Goldman) („I’ll Go Where You Go”)    | J.J. Goldman            | 3:27         |
| 10. | „J’attendais” („I Waited”)                                                  | J.J. Goldman            | 4:24         |
| 11. | „Prière païenne” („Pagan Prayer”)                                           | J.J. Goldman            | 4:12         |
| 12. | „Vole” („Fly”)                                                              | J.J. Goldman            | 2:58         |

## Certyfikaty i sprzedaż
| Kraj              | Certyfikat          | Sprzedaż  | Najwyższa pozycja |
| ----------------- | ------------------- | --------- | ----------------- |
| Belgia (Flandria) | –                   | –         | 1(4)              |
| Belgia (Walonia)  | 6 x platynowa płyta | 350 000   | 1(37)             |
| Europa            | 5 x platynowa płyta | 5 600 000 | –                 |
| Francja           | diamentowa płyta    | 4 500 000 | 1(44)             |
| Holandia          | platynowa płyta     | 175 000   | 1(2)              |
| Japonia           | –                   | 19 000    | 50                |
| Kanada            | 7 x platynowa płyta | 700 000   | 37                |
| Niemcy            | –                   | –         | 69                |
| Nowa Zelandia     | złota płyta         | 7500      | 17                |
| Polska            | platynowa płyta     | 100 000   | –                 |
| Stany Zjednoczone | –                   | 240 000   | –                 |
| Szwajcaria        | 4 x platynowa płyta | 225 000   | 1(5)              |
| Szwecja           | –                   | 100 000   | 9                 |
| Wielka Brytania   | złota płyta         | 250 000   | 7                 |

## Historia wydania
| Region            | Data                | Format                         | Wytwórnia                      | Przypisy |
| ----------------- | ------------------- | ------------------------------ | ------------------------------ | -------- |
| Kanada            | 30 marca 1995       | płyta CD, kaseta magnetofonowa | Columbia Records               | [ 2 ]    |
| Francja           | 3 kwietnia 1995     | płyta CD, kaseta magnetofonowa | Columbia Records               | [ 3 ]    |
| Stany Zjednoczone | 16 maja 1995        | płyta CD, kaseta magnetofonowa | 550 Music                      | [ 4 ]    |
| Wielka Brytania   | 25 września 1995    | płyta CD, kaseta magnetofonowa | Epic Records                   | [ 5 ]    |
| Japonia           | 2 października 1996 | płyta CD                       | Sony Music Entertainment Japan | [ 6 ]    |
| Francja           | 27 listopada 2009   | płyta CD, płyta DVD            | Legacy Recordings              | [ 7 ]    |
| Kanada            | 1 grudnia 2009      | płyta CD, płyta DVD            | Columbia Records               | [ 2 ]    |
| Kanada, Europa    | 1 września 2017     | płyta gramofonowa              | Columbia Records               | [ 8 ]    |